# Thermal design power
De Thermal Design Power, ook wel Thermal Design Point genoemd en afgekort TDP, is het vermogen dat het koelsysteem van een chip kan afvoeren.
De TDP is doorgaans minder dan het maximale opgenomen vermogen van een chip (zoals bij een 'power-virus' het geval kan zijn), maar gebaseerd op het uitvoeren van echte applicaties. Dit garandeert dat de computer in staat is om alle applicaties uit te voeren zonder de temperatuurlimiet te overschrijden.
De TDP wordt uitgedrukt in watt. Bijvoorbeeld het koelsysteem van de CPU van een laptop, meestal een metalen plaatje, kan ontworpen zijn voor 20 W TDP. Dat houdt in dat het 20 watt aan warmte kan afvoeren, bijvoorbeeld door actieve koeling, passieve koeling of straling.